# 파란 눈의 며느리
파란 눈의 며느리는 한국에서 제작된 김기덕 감독의 1969년 영화이다. 허장강 등이 주연으로 출연하였고 박원석 등이 제작에 참여하였다.

## 출연

### 주연
- 허장강
- 남궁원
- 한은진
- 캐시 처치

## 제작진
- 원작자: 유호
- 조명: 박진수
- 미술: 노인택